# 王哲人 (1935年)
王哲人（1935年2月6日—2020年8月1日），男，上海人，中国道路工程专家，原哈尔滨建筑工程学院（现哈尔滨工业大学）教授。

## 生平
1951年入读清华大学土木系，1954年因院系调整进入同济大学道路与桥梁系学习，1955年毕业后留校攻读四年制副博士研究生。1958年与导师蔡乃森北上至哈尔滨工业大学，参与创立土木系道路工程专业。1959年改建为哈尔滨建筑工程学院公路与城市道路专业。
王哲人应用石灰土防治公路的翻浆与冻害，1970年代应用于哈尔滨太平国际机场道面工程。1985年晋升教授。1989年起受聘为大连理工大学兼职教授。1995年至2001年，任哈尔滨建筑大学交通学院副院长。2009年，被大连理工大学返聘为全职教授。2020年8月1日9时55分在上海逝世。

## 学术兼职
- 中国公路学会理事（1980年－2001年）
- 黑龙江省政协委员（1992年－2003年）
- 教育部道路与交通工程重点实验室（同济大学）学术委员（1999年－2008年）[6]

## 出版物
- 王哲人 (编). . 寒区道路工程技术丛书. 北京: 人民交通出版社. 2005. ISBN 7114053975.
- 赵济海; 王哲人; 关朝雳 (编). . 北京: 北京理工大学出版社. 2000. ISBN 7810457284.